# Johann Andreas Kayser von Kaysern

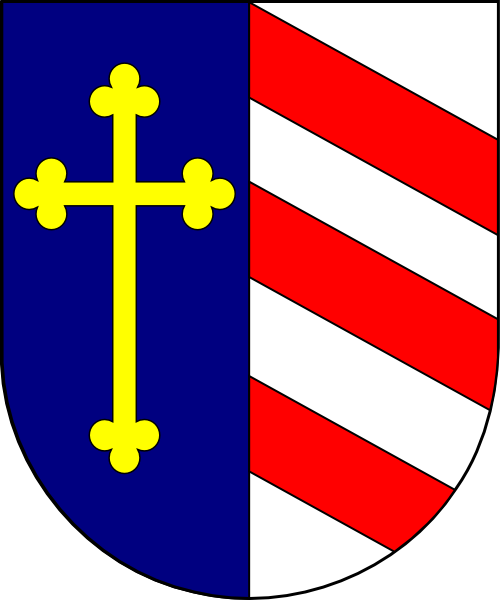
Wappen Johann Andreas Kayser von Kaysern, Bischof von Königgrätz (1775–1776)

Johann Andreas Kayser von Kaysern (auch: Johann Andreas Kaiser von Kaisern; tschechisch: Jan Ondřej Kayser z Kaysernu; * 29. November 1716 in Wegstädtl; † 5. Mai 1776) war Bischof von Königgrätz.

## Werdegang
Über seine Herkunft ist nichts bekannt. Als Alumne des St.-Wenzels-Seminars studierte er in Prag und erwarb 1734 den akademischen Grad eines Dr. phil. 1739 wurde er zum Priester geweiht, war danach mehrere Jahre Kaplan, ab 1747 Pfarrer von Klecany und ab 1751 Dekan in Friedland. 1755 wurde er in das Prager Domkapitel gewählt und wirkte am Veitsdom als deutscher Prediger. Nachdem er Diözesanrat geworden war und sich bei der Schlacht von Prag 1757 um die Sicherung des Domes Verdienste erworben hatte, ernannte ihn Erzbischof Manderscheid-Blankenheim 1757 zu seinem Generalvikar. 1759 wurde er Domscholaster sowie Dekan in Altbunzlau. Papst Clemens XIII. ernannte ihn am 3. März 1760 zum Titularbischof von Themiscira und Weihbischof in Prag, wo er zwei Jahre später auch Dekan von St. Apollinaris wurde.

### Bischof von Königgrätz
Nach dem Tod des Königgrätzer Bischofs Hermann Hannibal von Blümegen ernannte Kaiserin Maria Theresia in ihrer Eigenschaft als Königin von Böhmen am 14. Mai 1775 Johann Andreas Kayser von Kaysern zu dessen Nachfolger und erhob ihn kurz danach in den Ritterstand. Am 15. Oktober 1775 nahm er sein Bistum in Besitz, erließ neue Vorschriften für die Diözesanverwaltung und ernannte Johann Prokop von Schaffgotsch, den späteren Bischof von Budweis, zu seinem Generalvikar und Offizial. Er beabsichtigte, in seinem Sprengel die Zahl der Pfarreien und der Kapläne zu erhöhen.
Eine schwere Krankheit beendete schon bald seine pastoralen Vorhaben. Nach seinem Tod wurde er in der Königgrätzer Kathedrale beigesetzt, der er die Hälfte seines Vermögens vermachte. Die andere Hälfte bestimmte er für Arme.